# 2017-es WTCC katari nagydíj
A 2017-es WTCC katari nagydíjat november 30. és december 1. között rendezték. A főfutamon a pole-pozícióból Esteban Guerrieri indulhatott. Az első versenyt Tom Chilton, míg a másodikat Esteban Guerrieri nyerte meg. A hétvége döntött az egyéni bajnoki cím sorsáról, amit végül Thed Björk nyert meg Michelisz Norbert pedig az egyéni összesítés második pozíciójában végzett.
Változás volt az előző fordulóhoz képest, hogy a Volvo lecserélte Néstor Girolami-t, akinek az utolsó forduló a helyét a széria korábbi négyszeres világbajnoka és a csapatot tanácsadóként segítő Yvan Muller vette át. Valamint a Campos Racingnél is történt változás: visszatért az utolsó versenyhétvégére Kris Richard, aki korábban a japán nagydíj során együtt dolgozhatott a csapattal.

## Az időmérő edzés végeredménye
| Poz. | #  | Versenyző         | Csapat                          | Autó                    | Kat. | 1. rész  | 2. rész  | 3. rész  | Pont |
| ---- | -- | ----------------- | ------------------------------- | ----------------------- | ---- | -------- | -------- | -------- | ---- |
| 1    | 86 | Esteban Guerrieri | Honda Racing Team JAS           | Honda Civic WTCC        |      | 2:01,917 | 2:01,307 | 2:00,893 | 5    |
| 2    | 63 | Nick Catsburg     | Volvo Polestar Cyan Racing      | Volvo S60 Polestar TC1  |      | 2:01,817 | 2:01,389 | 2:01,307 | 4    |
| 3    | 12 | Robert Huff       | ALL-INKL.com Münnich Motorsport | Citroën C-Elysée WTCC   | WT   | 2:02,662 | 2:01,707 | 2:01,311 | 3    |
| 4    | 62 | Thed Björk        | Volvo Polestar Cyan Racing      | Volvo S60 Polestar TC1  |      | 2:01,971 | 2:01,914 | 2:01,557 | 2    |
| 5    | 64 | Yvan Muller       | Volvo Polestar Cyan Racing      | Volvo S60 Polestar TC1  |      | 2:01,657 | 2:01,605 | 2:01,893 | 1    |
| 6    | 3  | Tom Chilton       | Sébastien Loeb Racing           | Citroën C-Elysée WTCC   | WT   | 2:02,002 | 2:01,966 |          |      |
| 7    | 25 | Mehdi Bennani     | Sébastien Loeb Racing           | Citroën C-Elysée WTCC   | WT   | 2:02,428 | 2:02,176 |          |      |
| 8    | 11 | Kris Richard      | Campos Racing                   | Chevrolet RML Cruze TC1 | WT   | 2:03,140 | 2:02,735 |          |      |
| 9    | 27 | John Filippi      | Sébastien Loeb Racing           | Citroën C-Elysée WTCC   | WT   | 2:03,167 | 2:02,940 |          |      |
| 10   | 24 | Kevin Gleason     | RC Motorsport                   | Lada Vesta WTCC         | WT   | 2:03,246 | 2:03,423 |          |      |
| 11   | 5  | Michelisz Norbert | Honda Racing Team JAS           | Honda Civic WTCC        |      | 2:01,634 | 2:03,554 |          |      |
| 12   | 9  | Tom Coronel       | ROAL Motorsport                 | Chevrolet RML Cruze TC1 | WT   | 2:03,166 | 2:03,602 |          |      |
| 13   | 34 | Micsigami Rjo     | Honda Racing Team JAS           | Honda Civic WTCC        |      | 2:03,552 |          |          |      |
| 14   | 68 | Yann Ehrlacher    | RC Motorsport                   | Lada Vesta WTCC         | WT   | 2:03,746 |          |          |      |
| 15   | 66 | Szabó Zsolt       | Zengő Motorsport                | Honda Civic WTCC        | WT   | 2:05,300 |          |          |      |
| 16   | 99 | Nagy Dániel       | Zengő Motorsport                | Honda Civic WTCC        | WT   | 2:05,343 |          |          |      |

### Megjegyzés
- WT – WTCC Trophy

## MAC 3
| Poz. | Gyártó | Autó                   | Idő      | Különbség | Pont |
| ---- | ------ | ---------------------- | -------- | --------- | ---- |
| 1    | Volvo  | Volvo S60 Polestar TC1 | 4:15,188 |           | 12   |
| 2    | Honda  | Honda Civic WTCC       | 4:42,237 | +27,049   | 8    |

## Első futam
| Poz. | #  | Versenyző         | Csapat                          | Autó                    | Kat. | Futott kör | Idő/Kiesés oka | Rajthely | Pont |
| ---- | -- | ----------------- | ------------------------------- | ----------------------- | ---- | ---------- | -------------- | -------- | ---- |
| 1    | 3  | Tom Chilton       | Sébastien Loeb Racing           | Citroën C-Elysée WTCC   | WT   | 10         | 20:44,557      | 5        | 25   |
| 2    | 25 | Mehdi Bennani     | Sébastien Loeb Racing           | Citroën C-Elysée WTCC   | WT   | 10         | +2,175         | 4        | 18   |
| 3    | 24 | Kevin Gleason     | RC Motorsport                   | Lada Vesta WTCC         | WT   | 10         | +6,178         | 1        | 15   |
| 4    | 27 | John Filippi      | Sébastien Loeb Racing           | Citroën C-Elysée WTCC   | WT   | 10         | +7,054         | 2        | 12   |
| 5    | 62 | Thed Björk        | Volvo Polestar Cyan Racing      | Volvo S60 Polestar TC1  |      | 10         | +7,571         | 7        | 10   |
| 6    | 64 | Yvan Muller       | Volvo Polestar Cyan Racing      | Volvo S60 Polestar TC1  |      | 10         | +7,945         | 6        | 8    |
| 7    | 12 | Robert Huff       | ALL-INKL.com Münnich Motorsport | Citroën C-Elysée WTCC   | WT   | 10         | +8,577         | 8        | 6    |
| 8    | 63 | Nick Catsburg     | Volvo Polestar Cyan Racing      | Volvo S60 Polestar TC1  |      | 10         | +9,248         | 9        | 4    |
| 9    | 5  | Michelisz Norbert | Honda Racing Team JAS           | Honda Civic WTCC        |      | 10         | +9,537         | 11       | 2    |
| 10   | 86 | Esteban Guerrieri | Honda Racing Team JAS           | Honda Civic WTCC        |      | 10         | +10,304        | 10       | 1    |
| 11   | 9  | Tom Coronel       | ROAL Motorsport                 | Chevrolet RML Cruze TC1 | WT   | 10         | +12,587        | 12       |      |
| 12   | 11 | Kris Richard      | Campos Racing                   | Chevrolet RML Cruze TC1 | WT   | 10         | +12,995        | 3        |      |
| 13   | 68 | Yann Ehrlacher    | RC Motorsport                   | Lada Vesta WTCC         | WT   | 10         | +13,857        | 14       |      |
| 14   | 34 | Micsigami Rjo     | Honda Racing Team JAS           | Honda Civic WTCC        |      | 10         | +14,924        | 13       |      |
| 15   | 99 | Nagy Dániel       | Zengő Motorsport                | Honda Civic WTCC        | WT   | 10         | +22,050        | 16       |      |
| 16   | 66 | Szabó Zsolt       | Zengő Motorsport                | Honda Civic WTCC        | WT   | 10         | +27,132        | 15       |      |

### Megjegyzés
- WT – WTCC Trophy

## Második futam
| Poz. | #  | Versenyző         | Csapat                          | Autó                    | Kat. | Futott kör | Idő/Kiesés oka | Rajthely | Pont |
| ---- | -- | ----------------- | ------------------------------- | ----------------------- | ---- | ---------- | -------------- | -------- | ---- |
| 1    | 86 | Esteban Guerrieri | Honda Racing Team JAS           | Honda Civic WTCC        |      | 12         | 24:43,996      | 1        | 30   |
| 2    | 12 | Robert Huff       | ALL-INKL.com Münnich Motorsport | Citroën C-Elysée WTCC   | WT   | 12         | +3,708         | 3        | 23   |
| 3    | 63 | Nick Catsburg     | Volvo Polestar Cyan Racing      | Volvo S60 Polestar TC1  |      | 12         | +7,319         | 2        | 19   |
| 4    | 62 | Thed Björk        | Volvo Polestar Cyan Racing      | Volvo S60 Polestar TC1  |      | 12         | +7,466         | 4        | 16   |
| 5    | 3  | Tom Chilton       | Sébastien Loeb Racing           | Citroën C-Elysée WTCC   | WT   | 12         | +8,785         | 6        | 13   |
| 6    | 11 | Kris Richard      | Campos Racing                   | Chevrolet RML Cruze TC1 | WT   | 12         | +10,589        | 8        | 10   |
| 7    | 64 | Yvan Muller       | Volvo Polestar Cyan Racing      | Volvo S60 Polestar TC1  |      | 12         | +11,459        | 5        | 7    |
| 8    | 5  | Michelisz Norbert | Honda Racing Team JAS           | Honda Civic WTCC        |      | 12         | +12,023        | 11       | 4    |
| 9    | 27 | John Filippi      | Sébastien Loeb Racing           | Citroën C-Elysée WTCC   | WT   | 12         | +15,942        | 9        | 2    |
| 10   | 34 | Micsigami Rjo     | Honda Racing Team JAS           | Honda Civic WTCC        |      | 12         | +22,140        | 13       | 1    |
| 11   | 9  | Tom Coronel       | ROAL Motorsport                 | Chevrolet RML Cruze TC1 | WT   | 12         | +22,769        | 12       |      |
| 12   | 68 | Yann Ehrlacher    | RC Motorsport                   | Lada Vesta WTCC         | WT   | 12         | +24,275        | 14       |      |
| 13   | 99 | Nagy Dániel       | Zengő Motorsport                | Honda Civic WTCC        | WT   | 12         | +30,126        | 16       |      |
| 14   | 24 | Kevin Gleason     | RC Motorsport                   | Lada Vesta WTCC         | WT   | 12         | +34,895        | 10       |      |
| 15   | 66 | Szabó Zsolt       | Zengő Motorsport                | Honda Civic WTCC        | WT   | 12         | +48,988        | 15       |      |
| 16   | 25 | Mehdi Bennani     | Sébastien Loeb Racing           | Citroën C-Elysée WTCC   | WT   | 3          | Baleseti kár   | 7        |      |

### Megjegyzés
- WT – WTCC Trophy

## Külső hivatkozások
A hétvége részletes eredményei